# 宗愛
宗愛（401年—452年），北魏宦官，魏太武帝正平年间任中常侍，获中國歷史上第一個封王的宦官，官至大司馬、大將軍、太子太師、中秘書，封馮翊王。宗愛也是中國歷史上唯一弒殺兩位皇帝、一位太子的宦官。

## 生平

### 陷害東宮
宗愛的籍貫、出身都不詳，因為犯罪而成為閹人，後來歷任辦理雜務的職位直至任中常侍。
太武帝南征時，太子拓跋晃監管國政，拓跋晃為政精明，洞察細微。而宗愛生性陰險暴躁，行為多有不法的地方，拓跋晃因此常常對他表示怨憤。給事中仇尼道盛、侍郎任平城在東宮任職，很受拓跋晃的寵信，都掌握不少權力，而且都與宗愛的關係不和睦。
太武帝太平真君十一年（450年），宗愛由於懼怕仇尼道盛等人揭露他的不法行為，於是編出讒言向太武帝控告二人有罪，太武帝非常氣憤，下令將仇尼道盛等人綁到街市上斬首示眾。東宮內的官員們有很多被牽連進去，也都被斬首，太武帝為此非常氣憤，
正平元年正月（451年），太武帝拓跋燾在長江邊上舉行盛大集會，頒賞朝中群臣，封宗愛為秦郡公。
正平元年六月（451年），拓跋晃也因此憂憤而死，時年僅二十四歲。太武帝後來慢慢知道拓跋晃並沒有做不法的事情，因此感到非常後悔。宗愛害怕自己事發而受到誅戮，於是就圖謀叛逆。

### 擁立南安
正平二年二月初五日（452年），宗愛怕被太武帝誅殺，先下手為強弒太武帝。拓跋燾享年45歲，在位29年，葬於雲中金陵，廟號世祖，諡曰太武皇帝。
太武帝死後，尚書左僕射蘭延、侍中和疋、侍中薛提等人，沒有宣布太武帝的死訊。蘭延、和疋二人商議認為太子拓跋晃之子拓跋濬年紀尚小，打算立太武帝第三子東平王拓跋翰為帝，於是徵召拓跋翰入宮，把他安置在一個秘密房間裡。但薛提卻認為拓跋濬是嫡親皇孫，應當選為繼位人，不應該廢黜，而另外求取國君。蘭延等人反复討論很久也沒有決定下來。
宗愛得到消息，自認為他已得罪於太子拓跋晃故不愿皇孙拓跋濬即位，而平時又一向討厭拓跋翰，只跟太武帝幼子南安王拓跋余關係密切，於是宗愛就把拓跋余秘密迎來，從中宮小門進入后宮，矯赫連皇后的命令，召見蘭延等人入宮。宗愛事先安排三十名宦官手持武器在宮中埋伏起來，蘭延等人入宮，就把他們捆綁起來並在殿堂上殺死。宗愛又在永巷殺死拓跋翰，而擁立拓跋余為帝，改年號為永平（一寫作承平），拓跋余任命宗愛為大司馬、大將軍、太師、都督中外諸軍事，兼任中秘書，封為馮翊王。

### 遭殺滅族
宗愛自從擁立拓跋余之後，身居宰相高位，總管三省政務，負責皇家的安全事務，隨意召喚公卿大臣，專權跋扈，宗愛自拓跋余登位後掌權日久，朝野內外皆忌憚他，而拓跋余則懷疑宗愛另有所圖，謀劃削奪他的大權，宗愛知道後非常憤怒。
永平二年（452年）十月初一日，宗愛利用拓跋余祭祀宗廟的機會，派小黃門賈周等人在夜晚殺死拓跋余。
不久之後，羽林郎中劉尼、太子少傅游雅、殿中尚書源賀、尚書陸麗、尚書長孫渴侯五人密謀，由太子少傅游雅、源賀、長孫渴侯率禁軍守衛宮廷。陸麗與劉尼一起迎皇孫拓跋濬入宮即位。劉尼率禁軍馳往東廟，抓住宗愛及賈周其黨，並擁立拓跋濬為帝，是為文成帝。
文成帝即位後，便誅殺宗愛、賈周等人，都動用五刑，滅其三族。
先前太平真君七年八月（439年），月犯熒惑；八月至十一月，又犯軒轅。是歲正月，太白經天。九月火犯太微。這些星象被認為是從拓跋晃去世到拓跋余被殺一系列事的預兆。

## 延伸阅读
[在维基数据编辑]
 《魏書·卷94》，出自魏收《魏书》
 《北史·卷092》，出自李延壽《北史》